# Ignacy Benam al-Hadli
Ignacy Benam al-Hadli (ur. ?, zm. ?) – w latach 1445–1454 90. syryjsko-prawosławny Patriarcha Antiochii. 